# Електроенцефалограм
Електроенцефалограм (ЕЕГ) је графички запис, добијен на електроенцефалографу, који прати нервну делатност коре великог мозга. На основу ових записа врши се анализа и интерпретација нормалне и патолошке мождане активности у истраживачке и дијагностичке сврхе.